# 休玄寺
休玄寺（きゅうげんじ）は、愛知県名古屋市中区金山にある日蓮宗の寺院。

## 概要
山号は寿量山。旧本山は小湊誕生寺、勇師法縁。1912年（明治45年）に焼失した大宝光日天子像は立正大師日蓮から竹田弥右衛門（現在の熱田区の人物）に授与された像と伝わるものであった。

## 歴史
寛文元年（1661年）寿量院日悟が創建。1912年（明治45年）火災に遭い本堂、日天子堂、書院、庫裡等諸堂を焼失するが、1917年（大正6年）本堂が再建される。
1945年（昭和20年）名古屋大空襲でまたも諸堂を焼失する。現在の本堂は2014年（平成26年）再建されたもの。

## 旧末寺
日蓮宗は1941年（昭和16年）に本末を解体したため、現在では、旧本山、旧末寺と呼びならわしている。
- 安国山立正寺（愛知県名古屋市瑞穂区北原町）

## 参考資料
- 日蓮宗寺院大鑑編集委員会『宗祖第七百遠忌記念出版 日蓮宗寺院大鑑』大本山池上本門寺 (1981年)